# John C. Lehr
John Camillus Lehr (* 18. November 1878 in Monroe, Michigan; † 17. Februar 1958 ebenda) war ein US-amerikanischer Politiker. Zwischen 1933 und 1935 vertrat er den Bundesstaat Michigan im US-Repräsentantenhaus.

## Werdegang
John Lehr besuchte zunächst die St. Mary’s Private School und danach bis 1897 die Monroe High School. Nach einem anschließenden Jurastudium an der University of Michigan in Ann Arbor und seiner im Jahr 1900 erfolgten Zulassung als Rechtsanwalt begann er in Monroe in seinem neuen Beruf zu arbeiten. Zwischen 1905 und 1916 praktizierte er in Port Huron; danach kehrte er nach Monroe zurück. Von 1918 bis 1922 sowie nochmals zwischen 1928 und 1930 war er dort städtischer Anwalt. Zwischen 1926 und 1936 saß er auch im Bildungsausschuss dieser Stadt. Seit 1930 war er dessen Vizepräsident.
Politisch war Lehr Mitglied der Demokratischen Partei. Bei den Kongresswahlen des Jahres 1932 wurde er im zweiten Wahlbezirk des Staates Michigan in das US-Repräsentantenhaus in Washington, D.C. gewählt, wo er am 4. März 1933 die Nachfolge des Republikaners Earl C. Michener antrat, den er bei der Wahl geschlagen hatte. Dieses Wahlergebnis lag im Bundestrend zu Gunsten der Demokraten, die mit Franklin D. Roosevelt auch die Präsidentschaftswahlen dieses Jahres gewannen. Da er bei den folgenden Wahlen im Jahr 1934 gegen Michener verlor, konnte Lehr bis zum 3. Januar 1935 nur eine Legislaturperiode im Kongress absolvieren. In dieser Zeit wurden dort die ersten New-Deal-Gesetze der Bundesregierung eingebracht und verabschiedet.
Zwischen 1936 und 1942 wirkte Lehr in der Hafenkommission der Stadt Monroe mit. Im Jahr 1936 war er Delegierter zur Democratic National Convention in Philadelphia, auf der Präsident Roosevelt zur Wiederwahl nominiert wurde. Dieser ernannte ihn zum Bundesstaatsanwalt für den östlichen Teil des Staates Michigan. Dieses Amt bekleidete Lehr zwischen 1936 und 1947. Danach arbeitete er für eine Benefizorganisation in Detroit. John Lehr starb am 17. Februar 1958 in seiner Heimatstadt Monroe.